# Halberstädter Straße 12 (Quedlinburg)

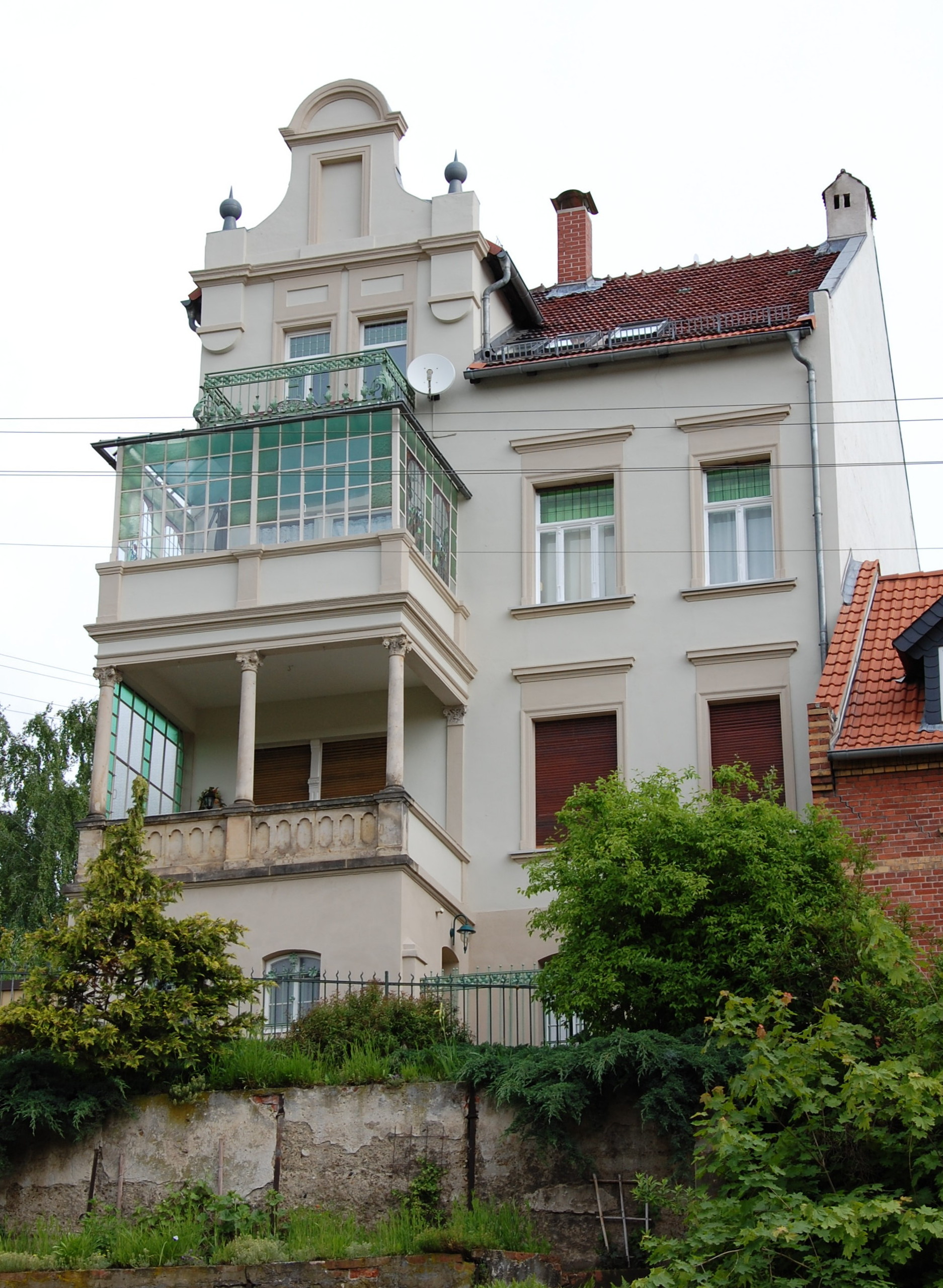
Haus Halberstädter Straße 12

Das Haus Halberstädter Straße 12 ist ein denkmalgeschütztes Gebäude in der Stadt Quedlinburg in Sachsen-Anhalt.

## Lage
Das Gebäude befindet sich nördlich der historischen Quedlinburger Altstadt in einer Hanglage oberhalb der Stadt. Es ist im Quedlinburger Denkmalverzeichnis als Villa eingetragen.

## Architektur und Geschichte
Die Villa entstand im Jahr 1904 im Stil des Historismus, wobei die Fassade von Neorenaissance-Formen geprägt wird. Bemerkenswert sind am Gebäude vorhandene Jugendstil-Bleiverglasungen die sowohl figürliche Motive als auch Ornamente zeigen. Über der seitlichen Eingangstür befindet sich neben der Angabe des Baujahres auch ein Baumeisterzeichen. 